# Kemiluminiscenca
Kemiluminiscénca je sevanje za snovi značilne svetlobe kot posledica kemične reakcije. Navadno sta za pojav potrebna dva reaktanta, poleg tega pa je potreben tudi ustrezen katalizator za potek reakcije. Pri tem nastane vmesni vzbujeni produkt, ki po prehodu v osnovno stanje odda foton določene valovne dolžine. To lahko zapišemo kot:
{\displaystyle [A]+[B]\;{\overset {katalizator}{\longrightarrow }}\;P^{\star }\;\longrightarrow \;P+h\nu \;,}
pri čemer je:
- {\displaystyle [A]} - reaktant A,
- {\displaystyle [B]} - reaktant B,
- {\displaystyle P*} - vzbujeni produkt,
- {\displaystyle P} - produkt v osnovnem stanju,
- {\displaystyle h\nu } - oddani foton.

Standardni primer kemiluminiscence v laboratorijskih pogojih je test z luminolom, ki se uporablja za dokazovanje krvi na dokazu; pri tem je za reakcije (aktivacijo) potreben vodikov peroksid (H2O2), kot katalizator pa deluje železov ion v hemoglobinu. Kemiluminiscenca v živih organizmih (npr. pri kresnicah) se imenuje bioluminiscenca. Praktična izraba pojava se kaže predvsem pri kemičnih svetilkah, ki se navadno uporabljajo kot vir svetlobe v nujnih primerih, na primer v naravnih katastrofah.

## Reakcije v tekočinah
- Luminol reagira z vodikovim peroksidom v prisotnosti železovega oz. bakrovega iona[1] ali pa pomožnega oksidanta,[2] pri čemer nastane modra svetloba:

{\displaystyle {\text{luminol}}\;+\;H_{2}O_{2}\;{\overset {Fe,Cu}{\longrightarrow }}\;{\text{3-aminoftalat}}^{\star }\;\longrightarrow \;{\text{3-aminoftalat}}\;+\;h\nu \;{\text{(modra svetloba)}}\;.}
- Difenil oksalat (trgovsko ime Cyalume), uporabljen v kemičnih svetilkah, oddaja svetlobo s pomočjo določenega fluorescenčnega barvila; pri tem difenil oksalat reagira z vodikovim peroksidom, (ki je pred uporabo shranjen v krhki stekleni ampuli znotraj svetilke, pri pretresu (uporabi) pa se sprosti in pomeša z zunanjo mešanico), s pomočjo katalizatorja, kot je natrijev salicitat, pri čemer nastaneta dve molekuli fenola in ena molekula 1,2-dioksetandiona. Slednji spontano razpade na dve molekuli ogljikovega dioksida (CO2), sproščena energija pa vzbudi barvilo, ki pri prehodu v osnovno stanje odda foton določene valovne dolžine.

Barva svetlobe je odvisna od barvila:.
| Barva         | Barvilo                                           |
| ------------- | ------------------------------------------------- |
| modra         | 9,10-Difenilantracen                              |
| zelena        | 9,10-Bis(feniletinil)antracen                     |
| rumeno-zelena | Tetracen                                          |
| rumena        | 1-Kloro-9,10-bis(feniletinil)antracen             |
| oranžna       | 5,12-Bis(feniletinil)naftacen, Rubren, Rodamin 6G |
| rdeča         | Rodamin B                                         |

Rdeča barvila (kot je rodamin B) navadno niso stabilna v stiku z drugimi reaktanti v tekočem stanju, zato so vgrajena v plastično posodo svetilke.
- Vodna raztopina 1,2,3-Trihidroksibenzena, natrijevega hidroksida (NaOH) in kalijevega karbonata (K2CO3) v reakciji s formaldehidom oddaja kratkotrajno rdečo svetlobo.[4]

- Lucigen v reakciji z bazično vodno raztopino etanola ali acetona in vodikovega peroksida oddaja močno zeleno svetlobo, ki po nekaj minutah ob pravih pogojih slabi v modrozeleno in končno modro svetlobo.[4]

## Reakcije v plinih
- Ena najstarejših kemiluminiscenčnih reakcij je oksidacija hlapov belega fosforja s kisikom v vlažnem zraku, pri čemer nastane zelena svetloba.[5]
- Reakcija dušikovega oksida (NO) z ozonom (O3):

{\displaystyle NO+O_{3}\;\longrightarrow \;NO_{2}^{\star }+O_{2}\;\longrightarrow \;NO_{2}+h\nu \;.}

## Bioluminiscenca
V določenih živih organizmih poteka kemiluminiscenca, ki jo imenujemo bioluminiscenca. V osnovi procesa nastopajo substrati, kolektivno imenovani luciferini, v katere se s pomočjo encima luciferaza vgradi kisik (O2), kar povzroči nastanek vzbujenega produkta, ki pri prehodu v osnovno stanje odda foton. Pojav je izrabljen za privabljanje drugih organizmov za namene parjenja ali prehranjevanja, pa tudi za obrambo in komunikacijo.

## Uporaba
Kemiluminiscenca je izrabljena predvsem pri kemičnih svetilkah kot vir svetlobe, navadno v izjemnih primerih, npr. pri naravnih katastrofah, ali pa za namene nočnega potapljanja ter vojaške namene. Poleg tega so tovrstne svetilke primerne tudi zato, ker so vodotesne, odporne proti visokim pritiskom in ne uporabljajo nobenega vira elektrike, s tem pa ni možnosti za nastanek kratkega stika. Zaradi slednjega so primerne tudi za delo v okolju z eksplozivnimi snovmi.
Pojav je po drugi strani uporaben za analizo snovi, in sicer:
- pri plinih za odkrivanje nečistoč, strupov ali nasplošno določene snovi (npr. ozona),
- za analizo anorganskih snovi v tekočinah,
- za analizo organskih snovi, še posebej pri encimskih reakcijah, kjer sam substrat ne luminiscira, pač pa produkt, odkrivanju in kvantificiranju biomolekul (npr. pri testu ELISA) in določanju zaporedja DNA.